# F4U Corsair
A Vought F4U Corsair (jelentése kalóz) csillagmotoros vadászrepülőgép volt, amely a második világháborúban és a koreai háborúban is szerepet kapott mint haditengerészeti repülőgép. Az egyik legnagyobb és ezzel együtt a leggyorsabb, repülőgép-hordozóról üzemeltethető, dugattyús motoros vadászgép volt a második világháború alatt. A típust több gyár is gyártotta, így változott a jelölésük is; a Goodyear által gyártottak a F2, F3G jelzést kapták, míg a Brewster gyártmányai a F3A jelűek voltak. A Corsair egyike azon egymotoros vadászrepülőgép típusoknak, amelyeket a második világháború után is gyártottak még (a másik a Spitfire), gyártását 1952-ben állították le.

## Története
A Corsair fejlesztését 1938-ban kezdték meg Igor Sikorsky és Rex Beisel tervei alapján, első felszállására 1940. május 29-én került sor: ekkor érte el elsőként amerikai vadászgép a 640 km/óra sebességet vízszintes repülésben.
A gép első változatát egy 2000 lóerős Pratt & Whitney R–2800 Double Wasp csillagmotorral szerelték fel, ehhez pedig egy 4,06 méter átmérőjű, háromágú légcsavart alkalmaztak. Az alapváltozat eredetileg négy géppuskát hordozott: kettő-kettőt a törzsben és a felhajtható szárnyban, később tértek át a hat 12,7 mm-es géppuskára, amelyek a szárnyak külső részében kaptak helyet. A szárny szemből nézve W alakú volt, mert így a nagy motorteljesítményhez szükséges nagy átmérőjű légcsavar miatt sem kellett hosszú futószárat alkalmazni, ezzel jelentős tömegmegtakarítást lehetett elérni.
A sorozatos fejlesztések eredményeképpen az U–4-től négyágú légcsavar hajtotta a gépeket, majd a háború után gyártott altípusokba (U–6, U–7) már az R-2800 2800 LE-s változatait építették be. Az 1945-re átépített F2G „Super” Corsairt Pratt & Whitney R-4360-nal szerelték fel, de a 10 db-os null-sorozatot leszámítva nem került sorozatgyártásra.

## Típusváltozatok
A második világháború alatt a gyártási igény túlnőtt a Vought kapacitásán, így a Brewster és a Goodyear üzemeiben is készültek altípusok, melyek eltérő, megkülönböztető típusjelöléseket kaptak. Ezek közül 16 változat egyértelműen megkülönböztethető.
F4U–1 (FG–1, Corsair Mk I)
Ez volt az első sorozatban gyártott típusváltozat. A madárkalitkára hasonlító kabinteteje miatt a Bird Cage Corsair becenevet kapta a pilótáktól. Eltérések az XF4U–1-től:
- Hat darab .50 hüvelykes (12,7 mm) Browning AN/M2 géppuskát építettek be a két szárnyfél felhajtható részébe, az üzemanyagtartályok rovására.
- Egy megnövelt 897 literes (237 gallonos) üzemanyagtartályt építettek be a pilótafülke elé, a törzsfegyverzet helyére. A pilótafülkét 32 hüvelykkel (810 mm) hátrébb helyezték.
- A törzshosszt megnövelték 31 láb 11 hüvelykről 33 láb 4 hüvelykre (9,73 m-ről 10,16 m-re).
- Nagyobb teljesítményű PW R–2800–8 Double Wasp motort építettek be.
- 150 fontnyi (68 kg) acélpáncél lemezt építettek be a pilótafülkébe és 1,5 hüvelyk (38 mm) vastag lövedékálló páncélüveg került az ívelt szélvédő mögé.
- IFF válaszadót építettek be
- A kabintető és fejtámla mögé ívelt átlátszó üveglemezeket építettek be mindkét oldalon a jobb hátratekintés érdekében.
- A fékszárnyakat módosították a NACA szerinti réselt fékszárnyra.
- Mivel a fékszárnyak húrhosszát csökkentették, a csűrőkét megnövelték.
- A két félszárny belépő éleibe egy-egy 234 literes (62 gallonos), nem öntömítő segéd-üzemanyagtartályt építettek be, a géppuskákon kívüli részeken.

Az Amerikai tengerészgyalogságnak gyártott gépekből elhagyták a szárnyfelhajtó mechanizmust, típusjelölése így FG–1-re változott. A tengerészeti F4U–1-et a brit Flottalégierőnél (Fleet Air Arm, FAA) Corsair Mk I néven rendszeresítették.
F4U–1A (FG–1A, Corsair Mk II)
Ez a típusjelölés nem található meg a sorozatszámokban (Corsair Bureau Numbers) és nem is volt hivatalos elnevezés. Ezt a típusjelölést a háború után találták ki az F4U–1 sorozat középső–végső termelési szakaszában készült példányokra, hogy megkülönböztessék őket a korai szériától. Az F4U–1 közép- és késői sorozataiba már magasabb és szélesebb kabintetőt és szélvédőt építettek be, egyszerűsített gyártástechnológia bevezetése eredményeként. A pilótafülkét megemelték 7 hüvelykkel (177,8 mm), a buborékformájú kabintető felső íve felé, így a pilótának jobb kilátása nyílt a hosszú orr felett. Elhagyták a kabintető mögötti, hátratekintést biztosító plexiüvegeket is. A farokfutószárat meghosszabbították, ami szintén javította a pilóta orr előtti látómezejét. Ez az alváltozat lett először alkalmas a repülőgéphordozó-fedélzeti üzemre a javított főfutószár-lengéscsillapítók és a szárnymechanizáció növelése után. A USMC-nek átadott példányokról hiányzott a fékezőhorog és a farokfutó kerekén kisebb átmérőjű, de tömör gumiabroncs lett szerelve. A legutolsó F4U–1A-kat az R–2800 egyik kísérleti, vízbefecskendezésű változatával (R–2800–8W) szerelték fel. A kielégítő eredmények után több 1A-t szereltek fel ezzel az új erőforrással. Az F4U–1-esek fő üzemanyag tartálya (öntömítő) a pilótakabin előtt lett beépítve 897 literes (237 gallon) hasznos térfogattal, valamint egy-egy páncélozatlan, öntömítés nélküli 235 literes tartályt függeszthettek a szárnyfelek alá. Az F4U–1A volt az első változat, amely ledobható póttatrályt is vihetett a törzsközépi felfüggesztő csomóponton. A póttartályokkal ennek a típusváltozatnak a hatótávolsága a 2400 km-t (1500 mérföld) is meghaladta.
A szárazföldi telepítésű változata felhajtható szárnyfelek nélkül épült a Goodyear gyártósorain mint FG–1A. Brit szolgálatba mint Corsair Mk II került, csökkentett terjedtségű szárnnyal (mindkét szárnyfélből 8 hüvelyket, 203,2 mm) a brit repülőgéphordozókra adaptálva.
F3A–1 (Corsair Mk III)
F4U–1B
F4U–1C
F4U–1D (Corsair Mk IV)
FG–1D (Goodyear) és F3A–1D (Brewster)
F4U–1P
XF4U–2
F4U–2
XF4U–3
XF4U–4
F4U–4
F4U–4B
F4U–4C
F4U–4E és F4U–4N
F4U–4K
F4U–4P
XF4U–5
F4U–5
F4U–5N
F4U–5NL
F4U–5P
F4U–6/AU–1
F4U–7
Goodyear gyártmányok
FG–1, FG–1A és FG-1D
FG–1E és FG–1K
FG–3
FG–4

## Super Corsair
A Corsair továbbfejlesztése 28 hengeres Pratt & Whitney R-4360 Wasp Major motorral. A 71.49 literes motorral a típus a valaha készített legerősebb motorral hajtott egymotoros vadászgéptípus lett. Ugyan legyártottak belőle egy prototípust és 10 előszéria gépet, de a második világháború befejezése miatt nem került alkalmazásba. A legyártott előszéria gépek hivatalos jelölése F-2-G1 és F2-G2 voltak. Ugyan a világháborúban nem került alkalmazásba, de a háború után magánkézbe került példányok sikeresek voltak légi versenyeken, amiken új sebességi rekordokat állítottak fel.

## Harci alkalmazása

### A második világháború

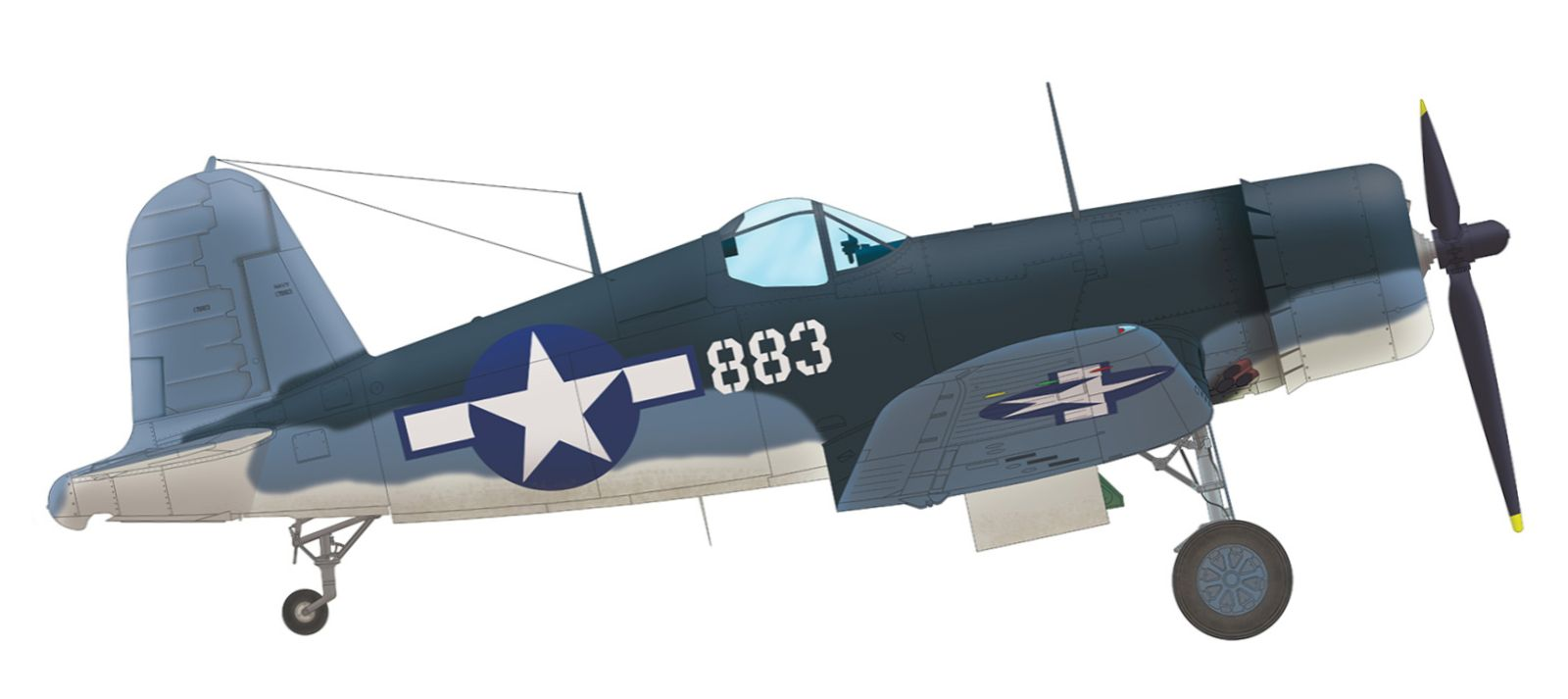
Boyington F4U–1A Corsair-jének (BuNo 17883) jobb oldali nézetrajza 1943 végén a VMF–214 parancsnokaként, Vella Lavella repülőterén, a sziget visszafoglalása után időkből. A sziget repterét 1944 nyarán elhagyják és a műszaki építményeket elbontják. Jól megfigyelhető az akkor érvényes amerikai haditengerészeti álcázófestés

A repülőgépet az Egyesült Államok haditengerészete nem kívánta alkalmazni eleinte, így az Amerikai Tengerészgyalogság vetette be őket először harci körülmények között 1943. február középtől Guadalcanalon, ahol a kezdeti alkalmazási nehézségek után megtanulták vezetni a típust, alkalmazni előnyeit, amely minden repülési szituációban fölényben volt a Zero-val szemben: jelentősen mechanizált szárnya és nagy teljesítményű motorja miatt kis sebességű manőverező-képességét, emelkedőképességét és tűzerejét tekintve egyaránt. A vadászpilóták eredményei magukért beszéltek: a Tengerészgyalogság a háború további részében csak a Corsairt alkalmazta vadászgépként, meg nem erősített amerikai statisztikák szerint 84 győzelemre esett 1 veszteség. A japánok csak fütyülő halálnak hívták. Az 1943 tavaszi gyakorlatozást követően, a VMF–124 termelte ki az első ász Corsair-pilótát, Kenneth A. Walsh-t, aki a háború végéig 21 igazolt légi győzelmet ért el a típussal. Többszörösen ász „bőrnyakú” pilótái a típusnak Gregory „Pappy” Boyington, Kenneth A. Walsh, James E. Swett, Archie Donahue, Robert M. Hanson, Donald Aldrich, Tommy Blackburn, Roger Hedrick, Ira Kepford.
Első haditengerészeti alkalmazója a típusnak Nagy-Britannia volt. a Királyi Haditengerészet ekkor főleg kétszemélyes vadászgépekkel volt ellátva, így sietve rendelt az új típusból, amelyet azonban az amerikai és a brit repülőgép-hordozók különbözőségei miatt kicsit át kellett alakítani (kisebb lett a szárnyfesztáv). Harci alkalmazásukra először 1944-ben került sor, mikor is a Tirpitz csatahajó elleni támadásban vettek részt. A Királyi Haditengerészet és az új-zélandi légierő 2000 darabot kapott belőlük. Utóbbiak főként a Salamon-szigetek térségében vetették be őket, 1944-ben a Bougainville-i Piva repülőtereken települtek.
Éjszakaivadász-változatokat mindkét légierő alkalmazta mind hordozófedélzetről mind szárazföldi repülőterekről.
Összesen több mint 64 000 harci bevetést teljesítettek a világháború alatt, az amerikai haditengerészeti és tengerészgyalogsági pilóták összesen 2140 ellenséges repülőgépet lőttek le, lelövési arányuk 11:1-hez, mely során csupán 189 Corsairt lőttek le ellenfeleik. A többi 1435 darab repülőgép üzemeltetési események és földi légvédelmi találatok miatt zuhant le, vagy vált véglegesen üzemképtelenné.

### A második világháború után
A második világháborút követően tartalékállományba lettek visszavonva, az alakulatok egy részét feloszlatták. Jelentős fegyveres konfliktusban harci alkalmazásra Koreában került sor, ahol főleg alacsonytámadóként vetette be őket az Amerikai Tengerészgyalogság, főként a háború első felében.
Az ötvenes években a francia haditengerészet is alkalmazta a típust: 94 darabot gyártottak U–7 jelzéssel, és be is vetették őket az indokínai háborúban. 79 darabot 1952-ben, 15 darabot 1953-ban vettek át, az amerikai kongresszus Kölcsönös védelmi támogatásról szóló törvénye értelmében (Mutual Defense Assistance Act). Francia szolgálatban a két Independence osztályú volt amerikai hordozón települtek, a La Fayette-en (USS Langley (CVL 27)) és a Bois Belleau-n (korábbi USS Belleau Wood (CVL 24)), illetve a brit Colossus osztályú Arromanches-on, három század alkalmazta őket: 12.F, 14.F és 15.F. Ebben a térségben 1954-ben átvettek legalább 25 darab AU–1-et (F4U–6) is a USMC-től, amiket a koreai háborúban vetettek be. Elsőként a 14.F századot szerelték át 1953 januárjában a tunéziai Karouba repülőtéren. Indokínábóli kivonásuk 1954 szeptemberében kezdődött és a Dixmude – Avenger osztályú kísérő-hordozó, a korábbi HMS Biter – fedélzetén novemberben Franciaországban kirakodtak. A szuezi válság idején a Musketeer hadműveletben a 14.F és a 15.F századok vettek részt 1956 október–novemberben, sárga-fekete sávokat festettek fel a gépek szárnyfeleire és törzshátsórészeire (előbbi az Arromanches-on). Ezt követően részt vettek az algériai háborúban is. Itt szárazföldi – 1957-ben a 12.F Telergma repülőtéren – és hordozófedélzeti üzemben is működtek, egyedül a Bois Belleau volt a térségbe rendelve.
Legutoljára harcban 1969-ben vetették be a Corsaireket, a Honduras és Salvador között kirobbant futballháborúban.